# Pjeroo Roobjee

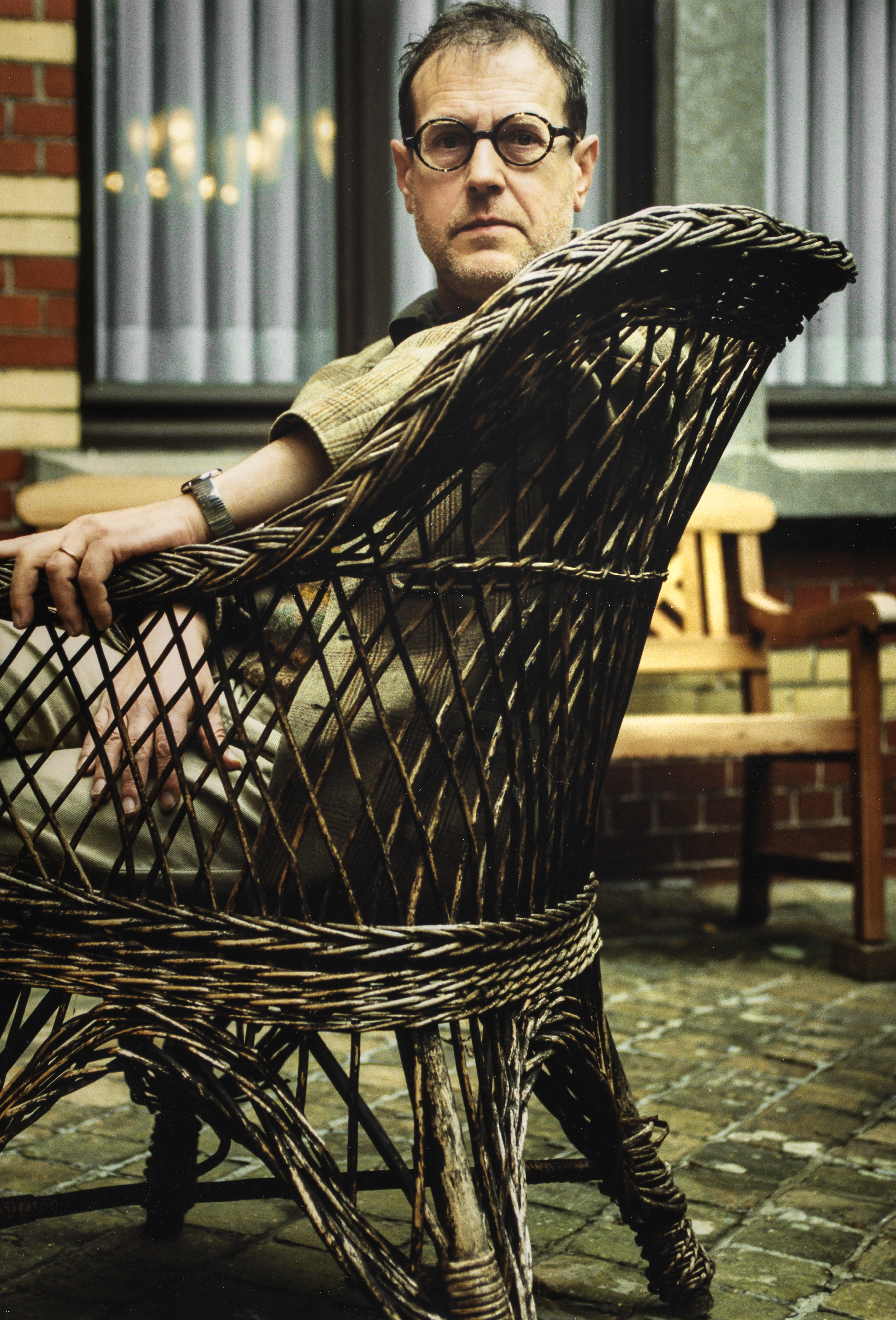
Pjeroo Roobjee, ca. 2005.

Pjeroo Roobjee, pseudoniem van Dirk De Vilder, (Gent, 7 februari 1945) is een Vlaams kunstenaar.

## Levensloop
Hij volgde lessen schilderen, tekenen en graveren aan de Koninklijke Academie voor Schone Kunsten van zijn geboortestad en aan de voorbereidende afdeling van de Rijksacademie te Amsterdam. Hij is de vader van Merel De Vilder Robier en Remco De Vilder.
Hij is werkzaam als een veelzijdig kunstenaar: schilder, tekenaar, graficus, acteur, causeur, dichter, romancier, theatermaker, entertainer en zanger.
Zijn plastische zowel als zijn literaire bezigheden werden meermaals bekroond. Zo werd hij menig keer onderscheiden in de Prix de la Jeune Peinture, werd hij laureaat van de Leo J. Krynprijs voor zijn debuutroman De Nachtschrijver en ontving hij in 1984 de Eugène Baie-prijs. In 1994 werd hem de Louis Paul Boonprijs toegekend, in 1998 werd hij bekroond met de Arkprijs van het Vrije Woord en in 2004 werd hij laureaat van de Cultuurprijs van de stad Gent voor zijn literair werk. In 2018 werd de Luc Bucquoye-prijs van de Vrije Universiteit Brussel aan hem toegekend.

## Publicaties
- 1966: Lange soloverhalen Consequenties omtrent een brief over Drukstoor Dante en Een heilige weer thuis, Manteau-pockets Werk van nu 2. Roobjee en anderen en Het dier en wij.
- 1966: De Nachtschrijver, roman, uitgeverij A.Manteau Brussel/Den Haag.
- 1969: Bundel acts De Bleke Gebeurtenismaker, Roze Extraverte Klaagmuurbiblioteek Gent - Amsterdam - Detroit.
- 1973: Situaties, Projekten, Privileges en Zedelijke Verplichtingen, Brugge, uitgeverij Johan Sonneville.
- 1974: New York, kijk- en leesboek bij foto's van Juul Vandevelde.
- 1973: Hoe de slang het vogeltje biologeert (een niet te geloven, desalniettemin ware reportage), Meerhout, Ander Alfabet / Infoboek.
- 1975: Van Het Wilde Westen Geen Nieuws, kijk- en leesboek, Antwerpen, Panter Pers.
- 1975: Aktieve Rekreatie of We Zijn Allemaal Schilders, gevolgd door Een Klein Museum Van Birmaanse Kunst, gevarieerde verhalenbundel, Lens Fine Art.
- 1977: Vincent en Astrid Van Gogh verdwijnen in een korenveld, roman, Uitgeverij Manteau.
- 1980: Sculptur 80, notities over beeldhouwkunst, Oudenaarde, uitgeverij Sanderus.
- 1981: Liefdesverdriet, roman, Ertvelde, uitgeverij Van Hyfte.
- 1982: De dichter en zijn gadein: Nacht-van-de-Poëzie-verzamelbundel.
- 1984: Ländlich II sologedicht, in: de dichtbundel Nacht van de Poëzie.
- 1985: Het toneelstuk De Sapeurloot gaat in première in Amsterdam. Verscheen in boekvorm. Bekroond door het Nederlands Instituut voor Theateronderzoek.
- 1986: Voulez-vous jouer avec moi van Marcel Achard, vertaald en bewerkt voor het Reizend Volksteater. Verschenen onder de titel Wildespele, uitgeverij Dedalus.
- 1986:Elders, gedichten bij foto's van Willy Dé, Gent, Drukkerij Goff
- 1987: Het vierauteursproject Patrick gaat in première te Gent en wordt door het Nieuwpoorttheater in boekvorm uitgegeven.
- 1987: Zeven buffetmijmeringen omtrent passie in de warmte van de welvaart(staat), gedichten, in: Frank Maieus Café de la Paix, een zeefdrukboek.
- 1987: Een trappenhuis in de Via Mala dichtbundel, bij lino's en etsen van Francky Cane.
- 1987:Wolfsklem, toneelstuk, Antwerpen, Nioba-uitgevers.
- 1988: Het offer is te kort toneelstuk, en Pralina's Pracht, roman, Antwerpen, Nioba-uitgevers.
- 1989: Mijn zoetje Junior, toneelstuk, Antwerpen, Nioba-uitgevers.
- 1990: Heldendeugd, toneelstuk, première in zaal Oepites, Zomergem, in boekvorm Antwerpen, Nioba-uitgevers.
- 1990: Boudewijns rede tot de gekroonde & ongekroonde hoofden van Europa, in: Johan Anthierens, Brief aan een postzegel, een kritisch koningboek, Leuven, Kritak.
- 1992: Rasschaert of de liefde voor de contrabas, Antwerpen, Revolver.
- 1992: De verrijzenis van de fameuze Monseigneur Hamlet, Prins van Denemarken, NTG, Gent.
- 1993: Een zwart en ros jongelingenleven, verhaal, in: Metropolis, stad onder stroom, bloemlezing, Antwerpen, Dedalus.
- 1993: Dodemanskamer, roman, Leuven, Kritak.
- 1994: Optreden tijdens Saint-Amour, een tournee van Behoud De Begeerte. Ter gelegenheid van deze tournee verschijnt er bij Dedalus, Antwerpen en bij Nijgh & Van Ditmar, Amsterdam een bundel (fictieve) liefdesbrieven onder de titel Cahier d' Amour waarin Roobjees Brief uit Lobbes wordt opgenomen.
- 1995: Herr Paul, toneelstuk van Tankred Dorst voor de Blauwe Maandag Compagnie, vertaald en bewerkt. Meneer Paul, Amsterdam/Antwerpen, uitgeverij Atlas / Contact, Amsterdam / Antwerpen.
- 1995: De kleinzoon van de letterzetter, roman, Leuven, Van Halewyck en Amsterdam, Balans.
- 1996: Van het Nieuwland, roman, Leuven, Van Halewyck, en Amsterdam, Balans.
- 1997: Oude Verf, roman, Leuven, Van Halewyck en Amsterdam, Balans. Gepresenteerd ter gelegenheid van 50 jaar Studio Herman Teirlinck.
- 1998: Le cocu magnifique van Fernand Crommelynck, vertaald voor de openingsproductie van het Toneelhuis, Antwerpen. De cocu magnifique oftewel de wonderbaarlijke hoorndrager uitgave het Toneelhuis en première in de Bourla, Antwerpen.
- 1999: Aderbloed in de Kousenhoek, bundel verspreide brieven en verhalen, Leuven, Van Halewyck.
- 1999: Over giftige gassen en halfzoolgangers / Hugo Claus en Gent: "mariage de raison"?, in: Gent, de dubbelzinnige, Uitg. Bas Lubberhuizen.
- 2000: Pon-Recce, album met 8 originele litho's van Fred Bervoets en 8 gedichten van Roobjee, Antwerpen, Panter Pers.
- 2000: Ubu Kaka Pipi, toneelstuk, première in het Gravensteen Gent, in boekvorm bij Theater Taptoe, Gent.
- 2000: In het gebied van de Parnas, een beschouwing over Frans Verleyen als poëzieminnaar, in: De heldere taal van een grafstem, Roeselare, Roularta.
- 2000: De thuisreis van de wijnverlater, roman, Leuven, Van Halewyck.
- 2000: Omhelzingen, een voorstelling van toneelgroep De Verrukking, première in de Rode Zaal van het Fakkelteater Antwerpen. In boekvorm uitgave tijdschrift Revolver.
- 2000: Tijd of mens, in: Een onberaamd verbond / 50 jaar Arkprijs van het Vrije Woord.
- 2000: Kathalzen, toneelstuk, première in Het Toneelhuis, Antwerpen, verschijnt in in boekvorm bij Het Toneelhuis, Antwerpen
- 2003: Meinthe zegt dat hij opdroogt, roman, Leuven, Van Halewyck.
- 2004: Cabinet Gantois Intieme, een tekst uit 1991, in: Mugo, Een reis door Mugoland, monografie.
- 2007: Hoe crapuleus het licht op het tempermes (dat de verzameling van harten in scherven met kerven doorsnijdt) Kabinetportretten 1962-2006, beschouwend proza en catalogus, Gent, Zebrastraat.
- 2007: Strelingen en Minnetucht, roman, Antwerpen, uitgeverij Demian.
- 2007: Zo content in Gierle, dichtbundel, Antwerpen, uitgeverij Demian, naar aanleiding van 15 jaar Demian.
- 2008: Naar betere oorden en andere verhalen uit de buitenste duisternis, Amsterdam, Querido.
- 2010: Een mismaakt gouvernement, roman, Amsterdam, Querido.
- 2011: De bestemming van Vulcano, voor het Passa Porta Festival Denkbeeldige reizen/Voyages imaginaires samen met Xavier Deutsch en films van Georges Mélies en brengt dit in het filmmuseum/Cinematek te Brussel.
- 2011, samen met Xavier Deutsch, Carmina Rusticula, spannend verhaal in cadavre-exquis-stijl. Beiden brengen in Leuven het resultaat van die samenwerking tijdens het Passa Porta-festival Tour de Flandre.
- 2012: Faust ofte Krakeling beneden de louteringsberg, theatertekst, uitgeverij Bebuquin.
- 2012: Een moment met Boon, gedicht, in: Dichter bij Boon, uitgave van Honest Arts Movement.
- 2013: De zomer van de neusbloedingen, roman, Amsterdam, Querido.
- 2013: Hartenvreten in 2043, verhaal, in: Tijdschrift Gierik.
- 2013: De judasboom spreekt, voor De Tuin der Poëten, een project in de Antwerpse plantentuin.
- 2013: Aanbevelingen voor een nog beter leven, uitgeverij De Arbeiderspers.
- 2014: Hommage aan Hugo Bousset, in: Over literaire kritiek gesproken / Het boek Hugo, Brussel, Presses de l'université Saint-Louis.
- 2014: Graasland gedicht, in: Waarom Why Pourquoi Warum / 26 dichters - 26 visies, Aarschot, vzw Poëzie Aarschot.
- 2014: Bedenkingen bij het schilderij "De Liefdestuin" van Rubens naar aanleiding van de expositie "Sensatie en sensualiteit, Rubens en zijn erfenis" in BOZAR.
- 2014: Lofzang voor Claude, in: huldeboek àCCord parfait van Geert Dhondt, Tielt, Lannoo.
- 2015: Met Karel op de foto, in: Liber amicorum Karel Dierickx.
- 2015: Schildert een fresco in Jan Fabres Trobleyn laboratorium, een lettervers ter ere van Jan Fabre.
- 2015: Strofe voor Camille, gedicht, in: Catalogus tentoonstelling Camille D'Havé, Zebrastraat Gent.
- 2016: Niets te vieren, roman, Amsterdam, Querido.
- 2017: De Wroetelkamer van de Kleine Laborant, bibliofiele uitgave, ter gelegenheid van de gelijknamige tentoonstelling door Demian/De Vrienden van De Zwarte Panter.
- 2017: Mijmering omtrent Jan Decleirs ziel voor, bibliofiele uitgave van Jan Decleirs Griekse kerstkaarten uit Bourgogne, een map met 6 linosneden.
- 2018: Claus onder ons, een gedicht en Claus is een schilder, een kort essay, catalogus van de expositie Claus is een schilder, Maurice Verbaet Center.
- 2018: Over het papier als nobele en verduldige drager, een tekst voor de catalogus van Op papier in het Atelier José Vermeersch.
- 2019: Composteer mij, roman, Amsterdam, Querido
- 2019: De rodeo van een lassowerper, twee lezingen, Demian/VUB Foundation/VUB Luc Bucquoye Fonds voor literatuur.